# Cedric Güthe

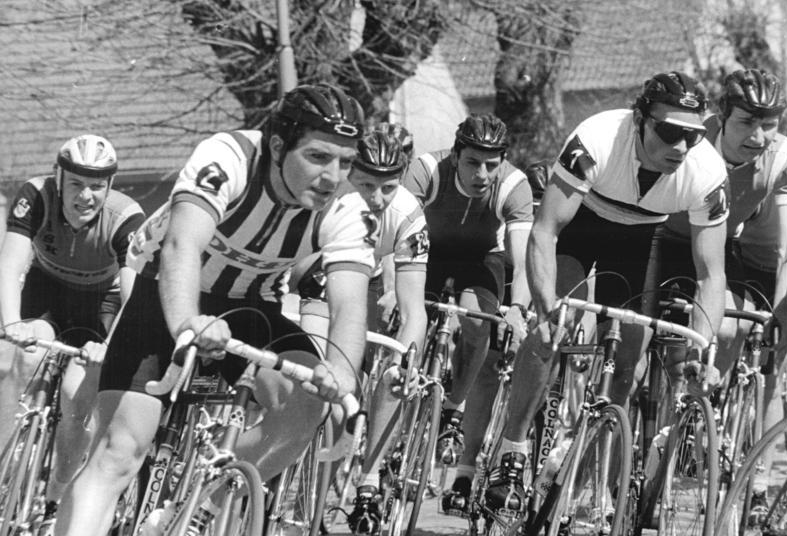
Bert Dietz (Nr. 2), Cedric Güthe (Nr. 24) und Uwe Ampler (Nr. 1) im Jahr 1988

Cedric Güthe (* 21. Dezember 1965 in Berlin) ist ein ehemaliger deutscher Radrennfahrer und nationaler Meister im Radsport.

## Sportliche Laufbahn
Güthe gewann nationale Meistertitel sowohl in der DDR als auch in der Bundesrepublik. Er begann 1980 beim TSC Berlin mit dem Radsport und bestritt vorwiegend Bahnrennen. Güthe dominierte als Jugendfahrer die Zweier-Mannschaftsrennen auf der Winterbahn in Berlin mit seinem Partner Erik Zabel.
1985 wurde er Zweiter beim Sechs-Tage-Rennen um den Großen Preis der Jungen Welt und gewann einige Rennen auf der Bahn der Werner-Seelenbinder-Halle in Berlin. Ein Jahr später gewann er den Meistertitel in der Mannschaftsverfolgung auf der Winterbahn. 1989 siegte er in der nationalen Meisterschaft auf der Winterbahn in der Mannschaftsverfolgung mit René Richter, Michael Bock und Erik Zabel.
Er bestritt seinen ersten Auslandseinsatz bei der Ardennen-Rundfahrt (8. Platz). 1987 und 1988 (23. Platz) fuhr er die DDR-Rundfahrt. 1990 und 1991 wurde er dann mit seinem Team des LV Württemberg deutscher Meister in der Mannschaftsverfolgung, 1992 gewann er die Silbermedaille.

## Berufliches
Nach seiner Laufbahn war er als Physiotherapeut in Balingen tätig.